# Осама Халайла
Осама Халайла (івр. אוסאמה ח'לאילה / араб. أسامة خلايلة; нар. 6 квітня 1998, Сахнін, Ізраїль) — ізраїльський футболіст арабського походження, нападник черкаського ЛНЗ.

## Клубна кар'єра

### Ранні роки
Перші кроки у футболі зробив у юнацькій команді «Хапоель» (Місгав), також він грав за «Маккабі» з Хайфи та Нетанії. У 17-річному віці приєднався до молодіжної команди «Бней Сахнін».

### «Бней Сахнін»
6 травня 2017 року дебютував в ізраїльській Прем'єр-лізі, вийшов на заміну на 66-й хвилині проти єрусалимського «Бейтара». У сезоні 2019/20 років став основним гравцем команди, а 22 серпня відзначився своїм першим голом у переможному (3:2) поєдинку проти «Хапоеля» (Умм аль-Фахм). Завершив сезон з 13-ма голами у 32 матчах чемпіонату, завдяки чому допоміг своїй команді виграти Лігу Леуміт та повернутися до елітного дивізіону чемпіонату Ізраїлю.

### «Маккабі» (Тель-Авів)
22 липня 2021 року Халайла підписав 3-річну угоду з «Маккабі» (Тель-Авів) за 515 000 євро. Дебютував за «Маккабі» (Тель-Авів) у Лізі конференцій УЄФА 22 липня, вийшов на заміну на 72-й хвилині в поєдинку проти «Сутьєски». 29 липня у матчі-відповіді відзначився 2-ма голами.

### Оренда в «Маккабі Бней Рейне»
6 вересня 2022 року відправлений в оренду до «Маккабі Бней Рейне». Відзначився своїм першим голом за «Маккабі Бней Рейне» 3 листопада в переможному (3:2) поєдинку проти «Бейтара» (Єрусалим).

### «Габала»
4 липня 2023 року підписав з «Габалою» 1-річний контракт з опцією продовження ще на один рік. 27 травня 2024 року «Габала» оголосила, що Халайла та п’ять інших футболістів залишили клуб із закінченням терміну дії контрактів.

### ЛНЗ (Черкаси)
30 серпня 2024 року перейшов до ЛНЗ. У футболці черкаського клубу дебютував 1 вересня 2024 року в програному (0:1) виїзному поєдинку 5-го туру Прем'єр-ліги України проти київського «Динамо». Осама вийшов на поле на 65-й хвилині замість Геннадія Пасіча.

## Кар'єра в збірній
Виступав за юнацькі збірні Ізраїлю (U-18) та (U-19). Провів 8 поєдинків за молодіжну збірну Ізраїлю.
У листопаді 2020 року його вперше викликали до головної збірної країни. Дебютував у національній збірній Ізраїлю 9 червня 2021 року, вийшов на заміну в програному (0:4) товариському матчі проти Португалії.

## Статистика виступів

### Клубна
Станом на 18 січня 2023 року
| Клуб                          | Сезон             | Ліга                 | Ліга  | Ліга | Нац. кубок | Нац. кубок | Кубок Тото | Кубок Тото | Єврокубки | Єврокубки | Інші  | Інші | Загалом | Загалом |
| Клуб                          | Сезон             | Дивізіон             | Матчі | Голи | Матчі      | Голи       | Матчі      | Голи       | Матчі     | Голи      | Матчі | Голи | Матчі   | Голи    |
| ----------------------------- | ----------------- | -------------------- | ----- | ---- | ---------- | ---------- | ---------- | ---------- | --------- | --------- | ----- | ---- | ------- | ------- |
| «Бней Сахнін»                 | 2017–18           | Прем'єр-ліга Ізраїлю | 4     | 0    | 1          | 0          | 2          | 0          | 0         | 0         | 0     | 0    | 7       | 0       |
| «Бней Сахнін»                 | 2018–19           | Прем'єр-ліга Ізраїлю | 10    | 0    | 2          | 0          | 4          | 0          | 0         | 0         | 0     | 0    | 16      | 0       |
| «Бней Сахнін»                 | 2019–20           | Ліга Леуміт          | 32    | 13   | 2          | 0          | 0          | 0          | 0         | 0         | 0     | 0    | 34      | 13      |
| «Бней Сахнін»                 | 2020–21           | Прем'єр-ліга Ізраїлю | 24    | 4    | 3          | 0          | 7          | 3          | 0         | 0         | 0     | 0    | 34      | 7       |
| «Бней Сахнін»                 | Загалом           | Загалом              | 70    | 17   | 8          | 0          | 13         | 3          | 0         | 0         | 0     | 0    | 93      | 20      |
| «Маккабі» (Тель-Авів)         | 2021–22           | Прем'єр-ліга Ізраїлю | 14    | 2    | 4          | 1          | 0          | 0          | 12        | 2         | 1     | 0    | 31      | 3       |
| «Маккабі Бней Рейне» (оренда) | 2022–23           | Прем'єр-ліга Ізраїлю | 16    | 1    | 2          | 1          | 0          | 0          | 0         | 0         | 0     | 0    | 18      | 2       |
| Усього за кар'єру             | Усього за кар'єру | Усього за кар'єру    | 112   | 20   | 12         | 2          | 10         | 2          | 12        | 2         | 1     | 0    | 134     | 25      |

### У збірній
Станом на match played 9 June 2022
| Національна збірна | Рік     | Матчі | Голи |
| ------------------ | ------- | ----- | ---- |
| Ізраїль            |         |       |      |
| 2021               | 1       | 0     |      |
| Загалом            | Загалом | 1     | 0    |